# Ясне (Ковельський район)
Ясне́ (стара назва Бик, Бичкі) — село в Україні, у Головненській селищній громаді Ковельського району Волинської області.

## Географія
Знаходиться за 19 кілометрів від міста і залічничної станції Любомль, за 140 кілометри від обласного центру, за 40 кілометрів від Польщі. Має автобусне сполучення з містами Луцьком, Володимиром, Ковелем. Площа - 7 га. Населення 136 осіб, переважно українці, 50 дворів. Село розташоване у болотистій місцевості, з трьох сторін оточене невеличкими річками Бухта, Загребля, Гриблі, а з заходу піщаними горами.

## Назва
Колись село мало назву «Бик», навіть у сучасній розмовній мові місцевих мешканців використовується саме ця назва, назва «Ясне» використовується лише у документації.
Згідно з переказами місцевих жителів назва села «Бик» походить від назви тварини, а саме бика.
Існує така легенда, що колись ще за часів правління Катерини II, один кріпак пас панську худобу не далеко від лісу. Одна з тварин відставши від стада згубилася. Це був бик. Довго шукали бика по непрохідних хащах і болотах. Знайшовши тварину, кріпак милувався краєвидами, і саме вигідним розташуванням галявини, де знайшли згубу, а саме з трьох сторін оточена водою, а з іншої піщаними горами. Кріпак подумав: «Якщо так довго шукали бика, то я як утічу від пана мене теж не знайдуть». Так він і зробив, прихопивши з собою молоду дівчину-кріпачку. Оселилася молода сім'я на галявині, почали з'являтися діти, лише тоді знайшов пан свого кріпака. Але побачивши таку ідилію, змилувався над кріпаком і дозволив жити на хуторі. У панському дворі на кріпака казали: живе як бик. Згодом пан все-таки забрав кріпака назад у Панський двір. Трохи пізніше сини кріпака Конашука все ж вернулися на облюбовану батьком землю, а сам хутір називали Бик.

## Історія
Перша згадка — 1796 рік.
На кінець 18 століття в селі нараховувалося 12 хат, було два водяні млини, до II світової війни в селі нараховувалося 61 двір. Школа почала функціонувати 1910 році на квартирі у дяка, де він вчив тільки хлопчиків. У 1949 році в селі утворився перший колгосп. Найбільшого розквіту село зазнало у 50-их роках. Саме в ці роки було збудовано клуб, магазин, медпункт, нова школа. Зі слів місцевих жителів ці новобудови були збудовані з розібраних хат виселених на Сибір місцевих жителів. Терентія Романюка, місцевого жителя, теж було вивезено, а в його хату поселено директора школи Миронова. У 1990 році Т. Романюк вернувся із заслання, але будинку не повернув.
У 1965 році була здана в експлуатацію колгоспна бригада. У 60-х роках проводилися демонстрації, їх проводив директор школи Миронов.
У 1964 році село було перейменовано у «Ясне». Жителі села жили бідно, лише у 70 роках почали садити на грядах полуницю і здавати в колгосп, тоді появилися кошти для існування.

## Населення
Згідно з переписом УРСР 1989 року чисельність наявного населення села становила 174 особи, з яких 78 чоловіків та 96 жінок.
За переписом населення України 2001 року в селі мешкало 145 осіб. 100 % населення вказало своєю рідною мовою українську мову.

## Сьогодення
У даний час в селі розташовані загальноосвітня школа І-ІІ ступеня, ФАП, магазин.